# Yōichi Takahashi
Pour les articles homonymes, voir Takahashi.
高橋 陽一
Œuvres principales
Première œuvre : Captain Tsubasa
Autres ouvrages :
- Hungry Heart
- Moi Taro Misaki

Yōichi Takahashi (高橋 陽一, Takahashi Yōichi) est un auteur de manga japonais né le 28 juillet 1960 à Tokyo.
En 1980, il publie sa première série, Captain Tsubasa (Olive et Tom en francophonie), dans le magazine Weekly Shōnen Jump. Cette série sur le football connait un énorme succès et se verra même adaptée en anime.
Grand fan de sport, il se passionne pour le football lors de la Coupe du monde 1978 en Argentine. Il joue dans une équipe de baseball d'amateurs, les Wings, et pratique aussi de nombreux autres sport comme le basket-ball, le tennis ou le tennis de table.

## Œuvres
Ses œuvres incluent :
- Captain Tsubasa[1]
- Captain Tsubasa - World Youth
- Captain Tsubasa - World Youth Special
- Captain Tsubasa - Road 2002
- Captain Tsubasa - Golden-23
- Captain Tsubasa - Rising Sun
- Hungry heart
- Le Loup du stade
- Moi Taro Misaki
- Keeper coach